# Los Últimos Héroes
Los Últimos Héroes es una agrupación conformada en el año 2002, por exintegrantes de la agrupación Menudo entre los años 1988 al 1991. Tomaron el nombre de Los Últimos Héroes, por su Producción Discográfica del año 1989 titulado bajo el mismo nombre.

## Historia
En 1987, Menudo inició su etapa roquera, muy controvertida sin tanto éxito como generaciones anteriores Robby Rosa, la voz y alma del grupo en ese momento, decide renunciar por diferencias con la administración y es sustituido por Rubén Gómez. Con este nuevo integrante Menudo queda constituido por Sergio González, Ricky Martin, Raymond Acevedo, Rubén Gómez y Ralphy Rodríguez. Este último, en varias presentaciones era sustittuido por el exintegrante Charlie Masso, ya que muchos consideraban que no estaba listo para asumir la responsabilidad que era ser integrante de Menudo.
Durante 1988 y 1989, Menudo lanzó discos como "Sombras Y Figuras", "Sons of Rock" y "Los Últimos Héroes", con esta trilogía el Grupo Menudo regresó a Venezuela para retomar la gloria y la buenaventura que este país le había prodigado y la habían olvidado por conquistar nuevos mercados. Realizando una miniserie titulada "Los Últimos Héroes" original de César Miguel Rondón, con la televisora venezolana Radio Caracas Televisión, protagonizada por Menudo y Mimi Lazo. Regresaron a Estados Unidos como Los Últimos Héroes, su disco homónimo en esta época vendió más de 40.000 copias en EE.UU., devolviéndoles su fama en este país. Angelo García fue sustituido a principio de los 90 por Cesar Abreu, quien renunció llevando solo 7 meses en el grupo, dándole paso al primer extranjero en cantar en el grupo, Adrián Olivares, mexicano de nacimiento, para luego entrar en un ciclo de adversidades y desavenencias que le costaron la popularidad y el respaldo del público que lo admiraba.

## Discografía
- Sons of Rock (1988)
- Sombras y Figuras (1988)
- Los Ultimos Héroes (1989)
- Os Ultimos Herois (1990)
- No me corten el Pelo (1990)

### Sencillos
- Con mi Sombra en la Pared (1987)
- En Acción (1987)
- Cuando seas Grande (1987)

## Reconocimientos y méritos
- Disco de Platino (1989)
- Premios Ronda (1989-1990)